# Carl Ludolf Leijonsten
Carl Ludolf Leijonsten, tidigare Struve, född 4 december 1650 i Edlingburg, Sachsen, död 5 juni 1727 i Röks församling, Östergötlands län, var en svensk militär.

## Biografi
Carl Ludolf Leijonsten föddes 1650 i Edlingburg, Sachsen. Han var son till assessorn Baltasar Leijonsten i Göta hovrätt och Emerentia Debora von der Bööken. Leijonsten blev 2 januari 1670 soldat vid Delwigs regemente, 1670 gefreiter vid regemente och senare furir. Han blev 8 april 1671 fänrik vid Östgöta infanteriregemente och 5 februari 1676 löjtnant. Under belägringen av Stettin 1679 sårades han av en granat i ansiktet och miste sin näsa. Han blev 30 november 1681 kaptenlöjtnant, 7 november 1684 kapten, 5 februari 1703 överstelöjtnant och fick 12 juli 1706 överstes avsked. Leijonsten avled 1727 på Sättra säteri i Röks socken och begravdes bredvid sin fru och hennes första man i Röks kyrka, där hans vapen sattes upp.

### Familj
Leijonsten gifte sig 27 december 1708 i Röks socken med Christina Regina von Beijer (1662–1719), dotter till överpostdirektören Johan von Beijer och Margareta Weiler. Christina Regina von Beijer var änka efter hovjunkaren Johan Ernst von Snoilsky.